# Egyházasfalu
Egyházasfalu község Győr-Moson-Sopron vármegyében, a Soproni járásban. A korábbi Egyházasfalu, Dasztifalu és Kisgógánfa községek 1933-ban egyesültek e néven, majd 1950-ben Keresztényt is hozzácsatolták.

## Fekvése
A Kisalföld nyugati szélén fekszik. Felszíni vizeit a Metőc-patak gyűjti össze.
A szomszédos települések: észak felől Völcsej, északkelet felől Lövő és Nemeskér, kelet felől Újkér, dél felől Tormásliget, délnyugat felől Csepreg és Szakony, nyugat felől Gyalóka, északnyugat felől pedig Sopronhorpács. Kevés híja van annak, hogy nem határos a fentieken túlmenően, nyugat felől még Zsira községgel is.

### Megközelítése
Közúton a legegyszerűbben a 84-es főútról érhető el, Nemeskérnél letérve a 8625-ös, vagy Újkérnél a 8624-es útra. Ma is több, korábban önálló, de hellyel-közzel még mindig elkülönülő településrész alkotja, ezeket a közöttük délkelet-északnyugati irányban végighúzódó 8626-os út kapcsolja össze; közigazgatási területét északnyugaton, egy kisebb szakaszon érinti még a 8627-es út is.
Sopronnal autóbuszjárat köti össze.
A hazai vasútvonalak közül a Sopron–Szombathely-vasútvonal érinti, melynek egy megállási pontja van a területén, a 8423-as út vasúti keresztezése mellett. Ennek neve ma Újkér megállóhely, dacára annak, hogy Egyházasfalu nagy részéhez közelebb fekszik, mint a névadó Újkérhez. [1950-ig a Keresztény megállóhely nevet viselte, az addig önálló, de akkor Egyházasfaluhoz csatolt Keresztény település neve után.] Korábban egyébként létezett, a községtől valamivel távolabb, a 8625-ös út vasúti keresztezése mellett Nemeskér-Egyházasfalu megállóhely is, de az mára megszűnt.

## Története és mai élete
Keresztény első írásos említése 1264-ben történt, amikor mint a keresztes lovagrend birtokában levő falut említik. Egy 1280-ban kelt oklevélből kitűnik, hogy a templomos lovagoknak Keresztényben rendházuk és templomuk is volt. 1483-ban Mátyás király adó- és vámmentességet adott. A falu a 15. század végén elpusztult. 1500-ban a soproni keresztes lovagok tiltakoztak az ellen, hogy a szomszéd községek szabadon garázdálkodnak az időközben pusztává lett birtokon. A rend a mohácsi vész idején elhagyta Sopront, és a falu a Nádasdyaké lett.
Az úrbéri állomány elkülönzése és tagosítása ügyében 1836-ban megindultak a tárgyalások, de csak 1848-ban vezettek eredményre. Az utolsó nagy kolerajárvány 1872-1874 között pusztított. A túlélő keresztényi hívek a falu mellett hálából „Mária neve napja” kápolnát építettek. Azóta minden évben nagy ünnepséggel tartják meg a kápolna búcsúját, amelyre a faluból elszármazottak is nagy számban hazalátogatnak.
Egyházasfalva első okleveles említése 1418-ban „Egházasbazth” néven történt. 1479-ben még a Baszthyak voltak a tulajdonosai, később ebbe a családba nősült be Pászthory Gergely, akinek utódai birtokolták még 1836-ban is a falut.
Dasztifalu 1281-ben szerepelt először „Villa Bozth” néven oklevélben. A 17. század végén az Ebergényi család volt a birtokosa, majd rokonság révén átkerült a Széchenyi család kezébe.
Kisgógánfát 1429-ben „Abulgánbazth” néven említi először oklevél. A 17. században Erdősy Sylvester János evangélikus lelkész, tudós és bibliafordító is birtokos volt itt, egyébként a Nádasdyaké, majd a 18. század végétől a Széchenyieké lett a falu. 1942. április 13-án Tóth Imre tanító mint a KALOT Győr egyházmegyei titkára az azóta már boldoggá avatott báró Altorjai Apor Vilmos győri megyés püspöktől felhatalmazást kapott népfőiskola szervezésére. Az egyházasfalui KALOT Széchenyi-népfőiskola 1949. február 19-ig működött. Az egyetlen az országban, ami a KALOT 1946 júliusában történt betiltása után 3 évig folytatta tevékenységét. Érdekesség a falu életében, hogy évente 4 búcsút tartanak: a Szent György templom védőszentjének és felszentelésének ünnepén, továbbá a keresztényi Szent kereszt templom valamint a Mária neve napja fogadalmi kápolna titulusának évfordulóján.
A Szent György római katolikus templom egyhajós, egytornyos, eklektikus neoromán túlsúllyal. A régi középkori templom helyére épült 1888-ban Ullein József tervei alapján. A templom falán emléktábla, a dasztifalui temetőben sírkő és emlékmű őrzi Réffy Endre plébános emlékét. A Csénye községben született, piarista kispap társaival együtt vett részt az 1848–49-es forradalom és szabadságharcban, harcolt a kápolnai, az isaszegi és a nagysallói csatában az Újházy vadászezred tisztjeként, majd 2 évig Kufstein várában raboskodott. 1873-tól haláláig, 32 éven át volt a falu plébánosa. Nevéhez fűződik a mai templom és a régi iskola építése.
A keresztényi egyhajós, egytornyos barokk Szent Kereszt megtalálása templomot 1724-ben építették a jezsuiták a régi középkori templom helyére. Kriptájában a Kollár család tagjai nyugszanak. Műemlék jellegű az 1710-ben készült Pestisoszlop, a Szentháromság oszlop és a Hunyadi u. 14. sz. előtti kőkereszt.
Az önkormányzat 1992-ben emléktáblát állított az Önkéntes Tűzoltó Egyesület fennállásának 100 éves jubileumára. Az I. világháború áldozatainak emlékműve a volt KALOT udvarán áll, Egyházasfalu 7, Kisgógánfa 9, Dasztifalu 16 hősi halottjának őrzi emlékét.
Ugyancsak a dasztifalui temetőben található Kapuy Elek plébános síremléke. Ő ismerte fel az árvaságra jutott Simonyi Károly tehetségét és Ernő bátyjával együtt segítette őket az értelmiségi pályára.
A II. világháború végén a szovjet hadsereg ideérkezésekor a falunak két civil áldozata volt. Az 1945-ös földosztáskor a nagycsaládok és a zsellérek között felosztották a Széchenyi-birtokot. 1954-ben alakult a termelőszövetkezet, amely 1969-ben egyesült a sopronhorpácsival.
Ma a szolgáltatások körébe tartozik az orvosi rendelő, ahol az újkéri orvos hetente kétszer rendel, a posta, a Simonyi Károly nevét viselő általános iskola és a napköziotthonos óvoda, az öregek napközi otthona, a törpevízmű, 4 kiépített buszváró, a labdarúgó pálya és az 1992-ben átadott teniszpálya. 
A keresőképes lakosság egy része állattenyésztéssel és földműveléssel foglalkozik, többen a visszaigényelt földeken gazdálkodnak. A nagyobb hányad Sopronban az iparban vállal munkát. 

## Közélete

### Polgármesterei
- 1990–1994: Som Ferenc (független)[4]
- 1994–1998: Ács Zoltán (független)[5]
- 1998–2002: Eső János (független)[6]
- 2002–2006: Eső János (független)[7]
- 2006–2010: Eső János (független)[8]
- 2010–2014: Sándor József (független)[9]
- 2014–2019: Sándor József (független)[10]
- 2019–2024: Sándor József (független)[11]
- 2024– : Derdák Gábor (független)[1]

## Címerének leírása
Egyházasfalu négy község: – északról délre felsorolva – Kisgógánfa, Egyházasfalu, Dasztifalu és Keresztény egyesítésével jött létre.
A címer zöldessárga négyzet alakban helyezkedik el, bal felső negyedében Gógánfa, jobb felsőben Dasztifalu, bal alsóban Egyházasfalu, jobb alsóban Keresztény címere található. (A pajzs szemlélésekor a heraldika felcseréli a jobb és a baloldalt.)
A község címere a négy község korabeli pecsétjéből keletkezett:
- Gógánfa: A pecsét mezejében szívből kinőtt virág felett G.F. monogram. Alul pálmalevelek díszítik.
- Dasztifalu: BAZTI. A pecsét mezejében két mezei virág közt élével balra néző ekevas.
- Egyházasfalu: jobbra néző keskeny lebegő ekevas két mezei virág közt élével.
- Keresztény: SIGILUM KEREZTENI. Ovális pajzs damaszkos mezejének balharánt pólyájában élével felfelé álló, lebegő ekevas. A pajzs felett szárnyas angyal.

## Népesség
A település népességének változása:
| Lakosok száma | 866  | 887  | 887  | 860  | 865  | 861  | 859  |
|               | 2013 | 2014 | 2015 | 2021 | 2022 | 2023 | 2024 |

A 2011-es népszámlálás során a lakosok 89,5%-a magyarnak, 1,1% németnek, 0,2% románnak mondta magát (10% nem nyilatkozott; a kettős identitások miatt a végösszeg nagyobb lehet 100%-nál). A vallási megoszlás a következő volt: római katolikus 81,3%, református 0,7%, evangélikus 0,9%, felekezeten kívüli 1,8% (14,8% nem nyilatkozott).
2022-ben a lakosság 93,4%-a vallotta magát magyarnak, 2,1% németnek, 0,5% cigánynak, 0,3% lengyelnek, 0,1% szlováknak, 1,4% egyéb, nem hazai nemzetiségűnek (6% nem nyilatkozott; a kettős identitások miatt a végösszeg nagyobb lehet 100%-nál). Vallásuk szerint 59,8% volt római katolikus, 1,4% református, 0,9% evangélikus, 0,2% görög katolikus, 1,6% egyéb keresztény, 0,9% egyéb katolikus, 3,6% felekezeten kívüli (31,3% nem válaszolt).

## Nevezetességei
- Klasszicista pestisoszlop,
- Ebergényi-kastély
- Réffy Endre síremléke, emléktáblája.
- Kapuy Elek síremléke
- KALOT Népfőiskola (1942-1949)
- templomai.

## Híres emberek
- Itt született 1749-ben Pászthory Sándor jogász, Fiume kormányzója
- Itt született 1916-ban Simonyi Károly fizikus, tudós-tanár. Egyik fia: Charles Simonyi (született Simonyi Károly) (Budapest, 1948. szeptember 10. –) szoftverfejlesztő, űrturista
- Itt született 1949-ben Tímár Dezső labdarúgó

- Itt hunyt el 1905-ben Réffy Endre római katolikus plébános és címzetes kanonok

## Képgaléria

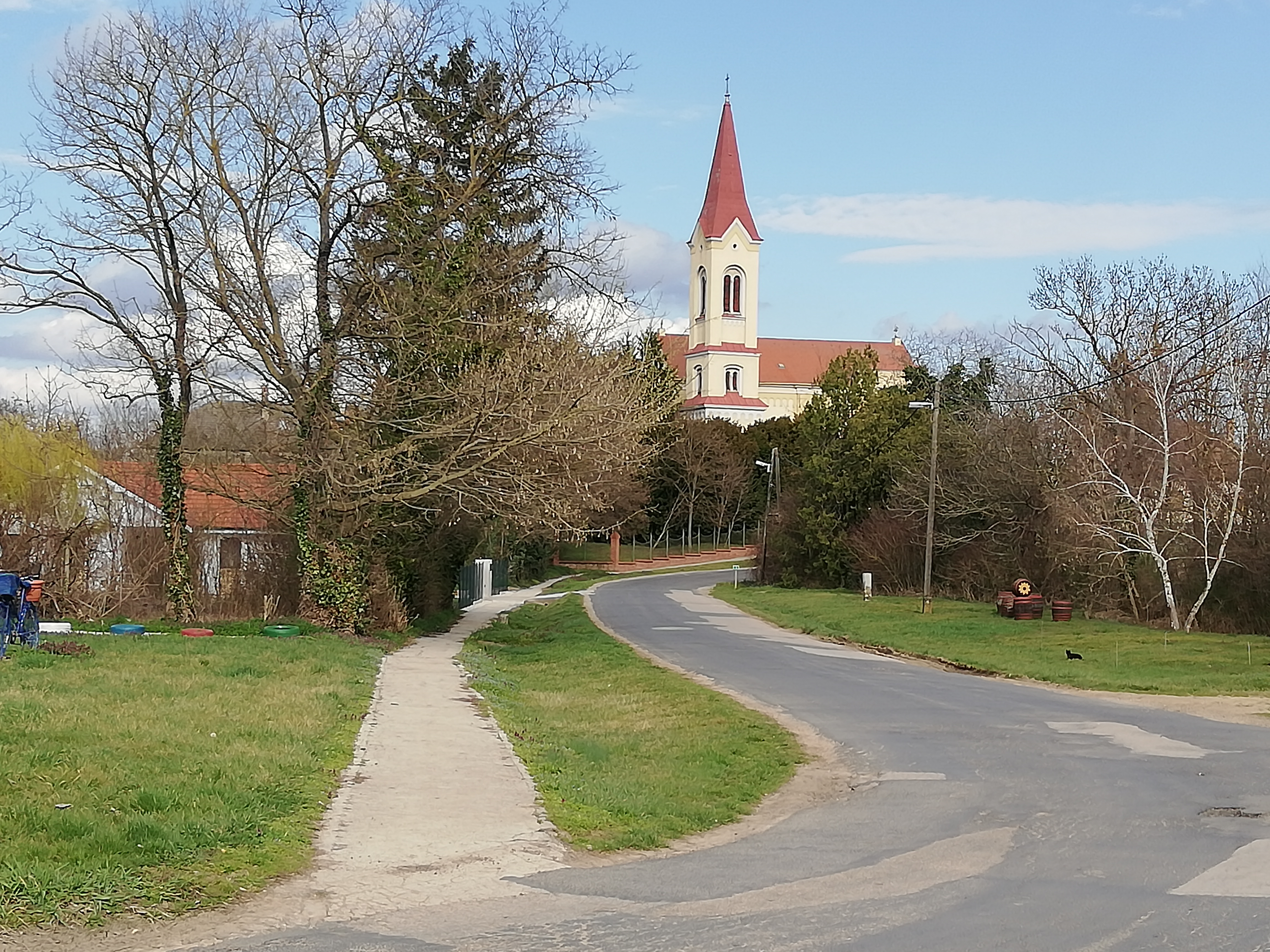
Egyházi községrész Szent György nevére szentelt temploma a 8626-os útról nézve
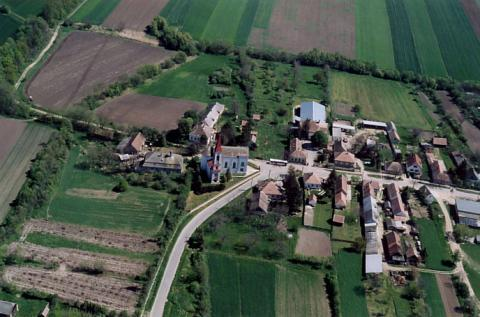
Az előbbi templom és környezete légi felvételen (2007)
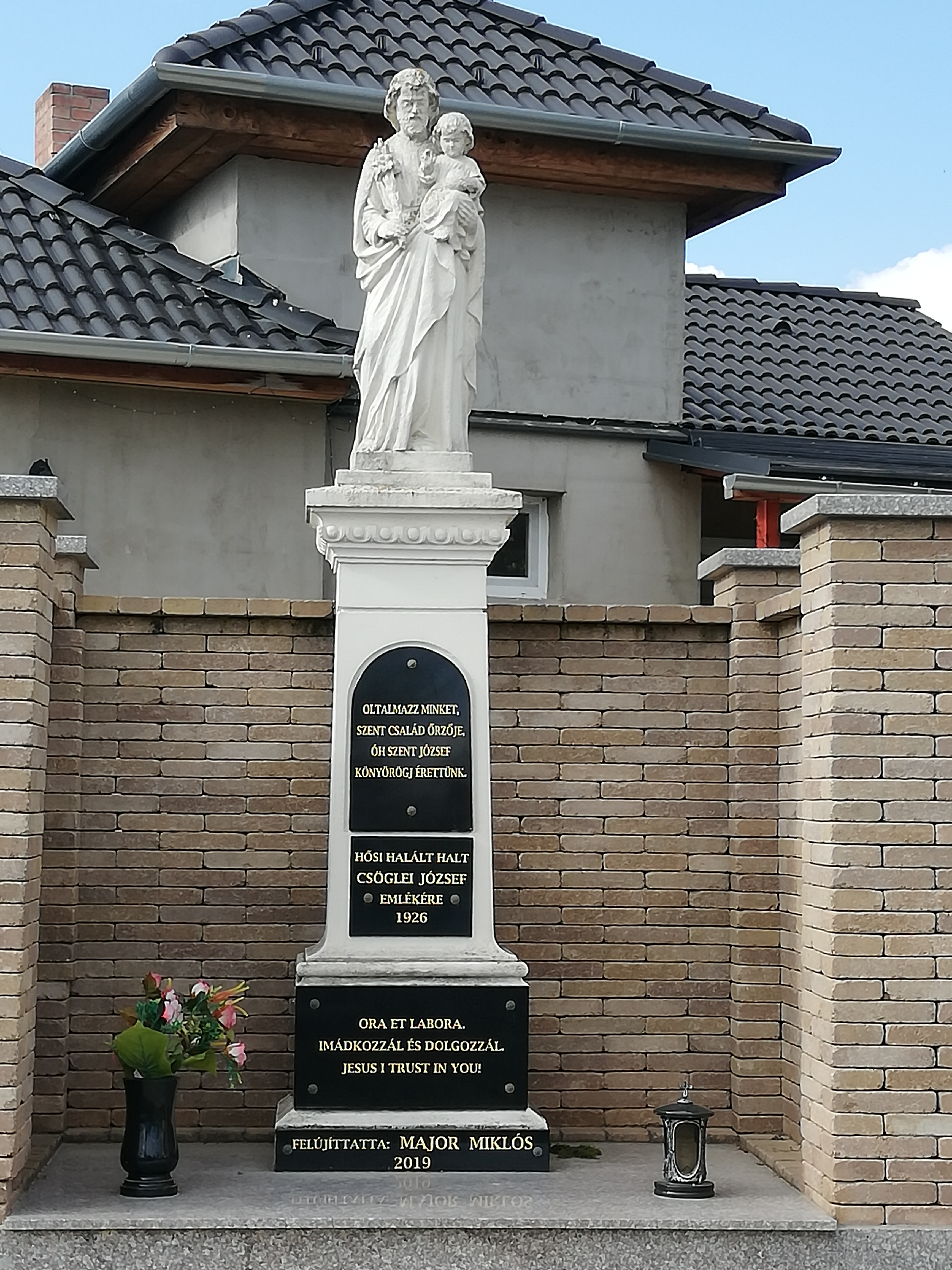
Népi vallási emlékhely Kisgógánfa déli részén
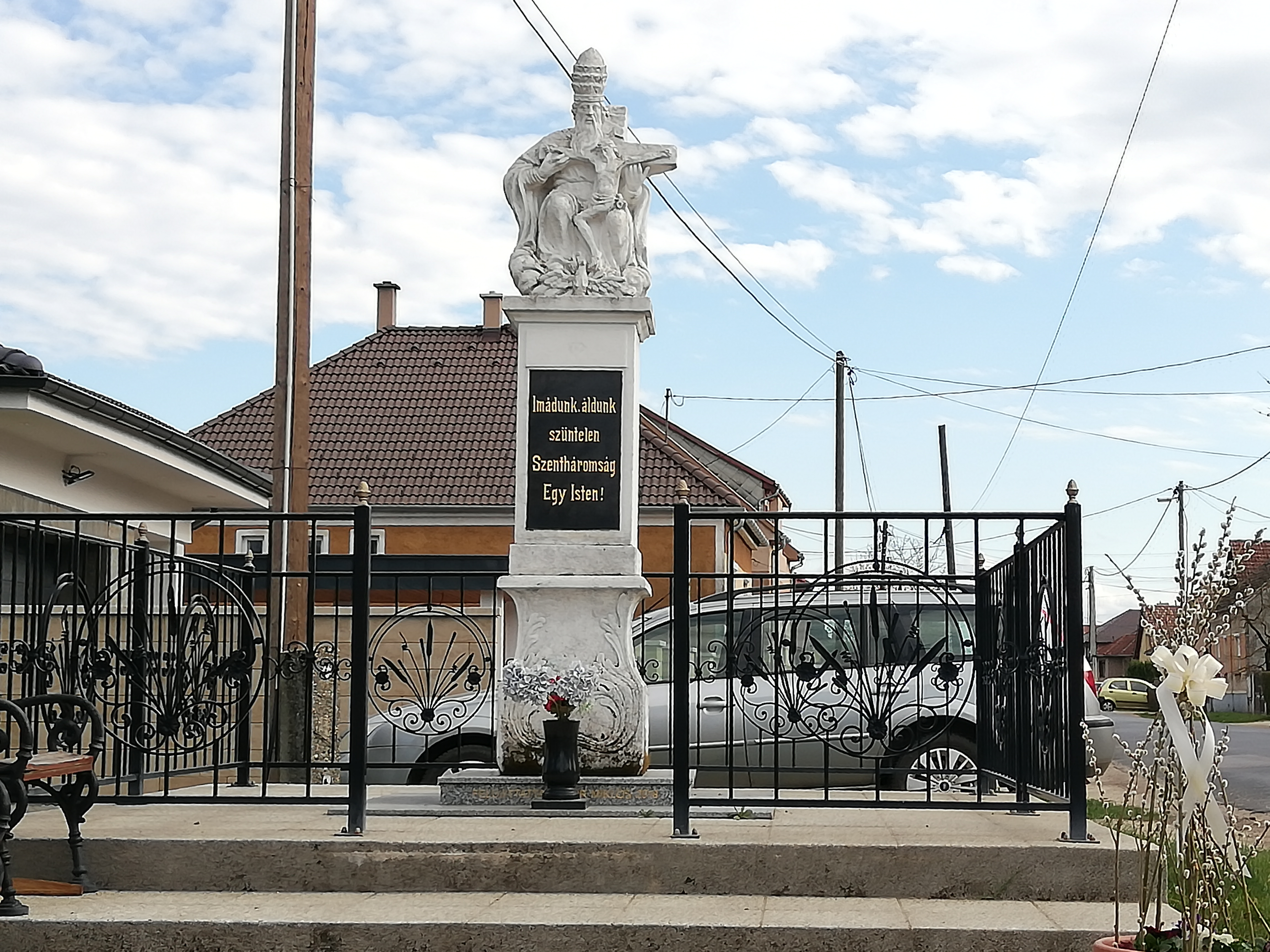
Népi vallási emlékhely Dasztifalu községrészben
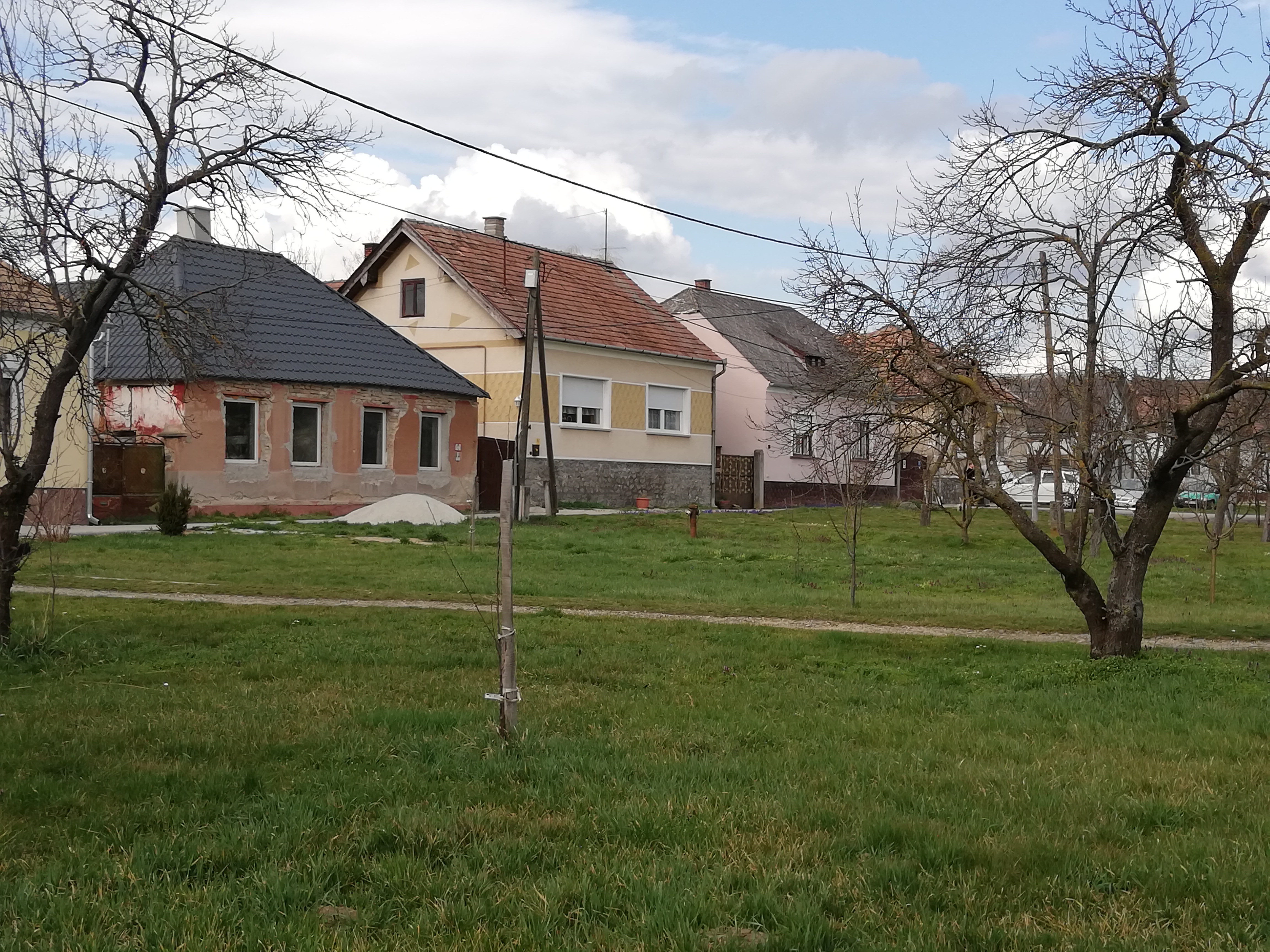
Lakóházak Keresztény központjában
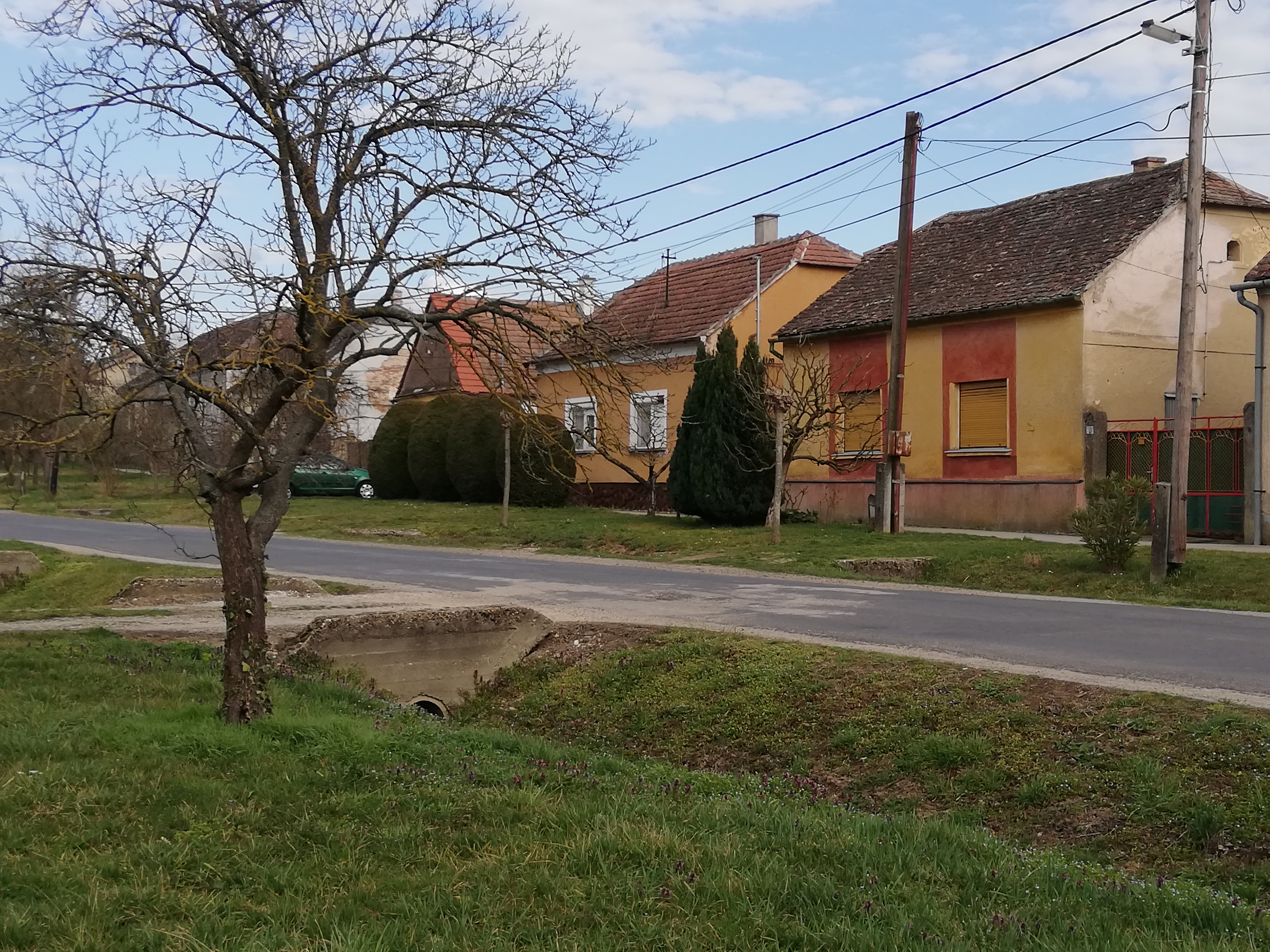
Utcakép Keresztény falurészben